# Prowincja Pescara
Prowincja Pescara (wł. Provincia di Pescara) – prowincja we Włoszech. 
Nadrzędną jednostką podziału administracyjnego jest region (tu: Abruzja), a podrzędną jest gmina.
Liczba gmin w prowincji: 45.